# ساوت فریبی
ساوت فریبی (به انگلیسی: South Ferriby) یک روستا و محله مدنی در بریتانیا است که در North Lincolnshire واقع شده‌است. ساوت فریبی ۶۵۱ نفر جمعیت دارد.